# Jorge Guillén

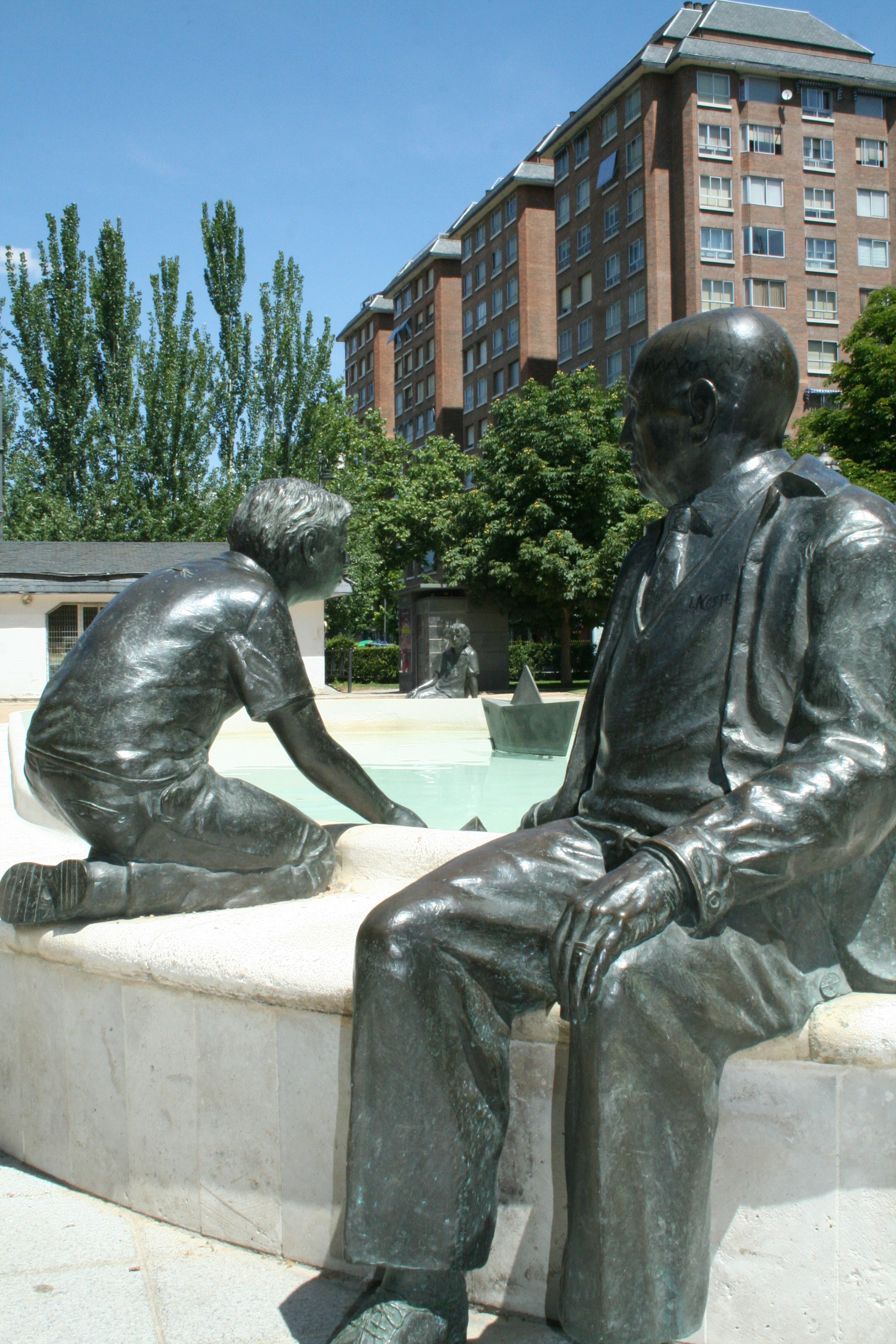
Sculptură reprezentându-l pe poet, într-un parc din Valladolid

Jorge Guillén (n. 18 ianuarie 1893, Valladolid, Spania - d. 6 februarie 1984, Málaga, Spania) a fost un poet spaniol, membru al așa numitei generații 27.
Unul dintre principalii reprezentanți ai poeziei pure, a fost influențat de: Juan Ramón Jiménez, Paul Valéry și Stéphane Mallarmé.
A scris o lirică intelectualistă, pe tema preamăririi vieții și a bucuriei de a trăi, caracterizată prin intensitatea conținutului, îndrăzneala jocurilor conceptuale și perfecțiunea clasică a versurilor.

## Scrieri
- 1928/1950: Cântece de laudă ("Cántico")
- 1931: Patimă ("Ardor")
- 1957: Mare magnum.

Guillén a colaborat la revistele La libertad, Revista de Occidente, La pluma, España.